# Slučajevi seksualnog zlostavljanja u Katoličkoj crkvi
Slučajevi spolnog zlostavljanja od strane svećenstva i drugih redova Katoličke crkve u 20. i 21. stoljeću doveli su do mnogih istraga, sudskih procesa i osuda; više puta je bilo otkriveno da je hijerarhija Crkva desetljećima pokušavala prikriti takve incidente.
Incidenti zlostavljanja uključuju dječake i djevojčice od kojih je većina stara između 11 i 14 godina, a postoje i slučajevi sa žrtvama starim i 3 godine.  Incidenti su počeli primati povremenu medijsku pozornost u kasnim 1980.-im godinama. U mnogim slučajevima počinitelji su optuženi za desetljeća kontinuiranog zlostavljanja, a žrtve javno pričaju o incidentima tek godinama nakon samog zlostavljanja. Optuženi su i mnogi članovi hijerarhije Katoličke crkve, kao što su biskupi i kardinali, zbog prikrivanja slučajeva zlostavljanja i selidbe svećenika u druge župe gdje su nastavili sa zlostavljanjem. Prema istraživanjima, oko 20% zlostavljane djece razmišljalo je o samoubojstvu. Nadalje se navodi da je tema samoubojstva među zlostavljanom djecom još uvijek nedovoljno istražena.
Karen J. Terry i Jennifer Tallon daju pregled dostupne literature, i navode da je populacija katoličkih svećenika u SAD rijetka populacija na kojoj je izvršena procjena učestalosti upuštanja u spolne odnose s maloljetnicima - utvrđena je ondje 1990.-ih, kada je u SAD izgleda zlostavljanje maloljetnika prema dostupnim kriminalističkim statistikama bilo najrasprostranjenije, oko 4% katoličkih svećenika počinilo takva djela - makar je pojava spolnog zlostavljanja raširena i u populacijama poput djelatnika u sportu i obrazovanju, a dostupne znanstvene procjene daju razloga zaključiti da je čak oko 13 posto djece u SAD bilo izloženo seksualnom zlostavljanju odraslih osoba.

## Rasprostranjenost
U 1990.-im godinama slučajevi su počeli primati značajnu medijsku pozornost u nekim državama (npr. SAD, Kanada, Australija i Irska). Kroz prošlo desetljeće otkriveno je rasprostranjeno zlostavljanje u Europi, Čileu i na drugim prostorima. Od 2001. do 2010. godine, Sveta Stolica je ispitivala slučajeve seksualnog zlostavljanja koji su uključivali oko 3000 svećenika kroz posljednjih 50 godina, razmatrajući obrasce dugoročnog zlostavljanja i prikrivanja prijavljenih slučajeva zlostavljanja.
Crkveni službenici tvrdili su da je medijska pozornost koja je bila posebno usmjerena na katolički kler bila suvišna i da se zlostavljanja događaju i u drugim religijama i institucijama. Taj su stav kritičari prozvali pokušajem izbjegavanja rješavanja problema.
Izvori povezani s Katoličkom crkvom tvrde da je oko 80% seksualnog zlostavljanja vezano uz svećenike s homoseksualnim sklonostima, koji u pravilu zlostavljaju dječake kod kojih je već počeo pubertet.  Njemački crkveni povjesničar i kardinal Walter Brandmüller u studenom 2018. god. tvrdi kako su danas "seksualno zlostavljanje i homoseksualnost među klerom i čak među hijerarhijom Crkve u Americi, Australiji i Europi prošireni u skoro epidemijskim razmjerima", pri čemu nalazi da je slična situacija sa svećenicima - homoseksualcima koji seksualno zlostavljaju dječake povijesno već zabilježena s katoličkim klerom u Italiji u XI. i XII. stoljeću. Njegovi stavovi da se smanjenje seksualnog zlostavljanja među svećenicima može i treba postići smanjivanjem broja homoseksualnih svećenika naišli su kako na podršku, tako i na osudu u crkvenoj i široj javnosti. S druge strane, crkveni povjesničar Christopher Bellitto navodi da su takve izjave opasne i neodgovorne, te da su svećenici-zlostavljači pripadnici raznih ideologija, da je to globalni, a ne "zapadnjački" problem i da homoseksualnost nije povezana s pedofilijom. Stavove slične Brandmüllerovim iznosi u veljači 2019. god. hrvatski teolog Tonči Matulić, koji nalazi glavne uzroke seksualnog zlostavljanja u Katoličkoj crkvi u sprezi homoseksualnosti i klerikalizma. Matulić dodaje: "To je stvar posljednjih nekoliko desetljeća, da je to tako eskaliralo i da statistike pokazuju da je to tu. Međutim, sve do novijih vremena, crkvene strukture nisu se znale na adekvatan način s time nositi, nego je uglavnom pristup bio s jedne strane zataškavanje, pa se govori s jedne perspektive u Crkvi o tzv. klerikalnoj kulturi zataškavanja svećeničkog zlostavljanja. S druge strane svećenici koji su bili na lošem glasu ili su posrnuli na tom području i koji su se ogriješili tako strašno su bili premještani s jednog mjesta na drugo, tako da se samo perpetuirao njihov problem i da su oni onda samo umnažali nove žrtve. To je zastrašujući problem, da ni sami biskupi nisu znali kako će." Sam Papa Franjo I. nije javno povezao seksualno zlostavljanje i homoseksualnost, ali je javno poručio da ga homoseksualnost među svećenicima zabrinjava, te da homoseksualce ne treba primati u sjemeništa niti zaređivati za svećenike, jer "u redovničkom životu i svećeničkom životu, nema mjesta za takvu vrstu afektivnih sklonosti". U Katoličkoj Crkvi danas vrijede odredbe koje zahtijevaju da se kod prijama u pripravu za svećeništvo nastoji prepoznati osobe s homoseksualnim sklonostima i isključiti ih iz takvih priprava.
Američka sociologinja dr.sc. Katherine van Wormer iznosi ocjenu da veći udio žrtava jesu dječaci, ali da se donekle podcjenjuje broj zlostavljanih djevojčica, koje po nekim izvještajima sudjeluju s oko jednom trećinom u ukupnom broju zlostavljanih. Navodi da je razlog tome veće sudjelovanje dječaka u religijskim ceremonijama, kao i da je često više dječaka u interakciji sa svećenicima. Ona zaključuje da je odgovor institucionalne Crkve na zlostavljanje bio vrlo neadekvatan i da je stvarao daljnju štetu žrtvama.

## Odgovor Crkve
Papa Ivan Pavao II., u svojoj isprici iz 2001. godine, nazvao je seksualno zlostavljanje u Crkvi "dubokom kontradikcijom učenju i svjedočenju Isusa Krista".
Benedikt XVI. ispričao se i sastao sa žrtvama, te pričao o "sramoti zla zlostavljanja". Pozvao je da se počinitelji privedu pravdi i osudio pogrešno vladanje situacijom unutar Crkve.
Papa Franjo 2018. godine je u siječnju 2018. god. optužio prijavitelje jednog slučaja zlostavljanja u Čileu da lažu u svojim optužbama, no u travnju se ispričao zbog svoje "velike greške u procjeni situacije u Čileu" i u kolovozu izrazio "sramotu i očaj" zbog tragičnih djela svećenika u prošlosti.
Na području Australije, u razdoblju od 1950. i 2010. godine protiv 7% katoličkih svećenika zaprimljene su pritužbe zbog seksualnog zlostavljanja; institucionalna reakcija je bila neadekvatna i često se svodila na puke premještaje zlostavljača na druga mjesta, gdje bi opet počinili zlostavljanja.